# Enganyapastors dels tepuis
L'enganyapastors dels tepuis (Systellura roraimae; syn: Systellura longirostris roraimae) és un tàxon d'ocell de la família dels caprimúlgids (caprimulgidae). És endèmic de la zona muntanyosa del sud de Veneçuela i la frontera adjacent amb el nord del Brasil. Els seus hàbitats principals són els següents ambients secs tropicals i subtropicals: boscos de frondoses humids de l'estatge montà, així com praderies i matollars de muntanya. El seu estat de conservació es considera de risc mínim.

## Taxonomia
Segons la llista mundial d'ocells del Congrés Ornitològic Internacional (versió 14.1, gener 2024) aquest tàxon seria una subespècie de l'enganyapastors alabarrat gran. Tanmateix, altres obres taxonòmiques, com el Handook of the Birds of the World i la quarta versió de la BirdLife International Checklist of the birds of the world (Desembre 2019), consideren que tindria la categoria d'espècie.